# Jas Gawronski
Jas Gawronski este un om politic italian, membru al Parlamentului European în perioada 1999-2004 din partea Italiei.
1. 1 2 3  Deputații în Parlamentul European
2. ↑   https://dati.senato.it/senatore/3832 Lipsește sau este vid: |title= (ajutor)